# Poecilostictus
Poecilostictus är ett släkte av steklar som beskrevs av Julius Theodor Christian Ratzeburg 1852. Poecilostictus ingår i familjen brokparasitsteklar.
Kladogram enligt Catalogue of Life och Dyntaxa:
| Poecilostictus | \| \| Poecilostictus cothurnatus \| \| \| \| \| \| Poecilostictus decoratus \| \| \| \| |
|                | \| \| Poecilostictus cothurnatus \| \| \| \| \| \| Poecilostictus decoratus \| \| \| \| |
|                | Poecilostictus cothurnatus                                                              |
|                |                                                                                         |
|                | Poecilostictus decoratus                                                                |
|                |                                                                                         |